# Myopegma melanesium
Myopegma melanesium is een zakpijpensoort uit de familie van de Octacnemidae. De wetenschappelijke naam van de soort werd in 2003 voor het eerst geldig gepubliceerd door het echtpaar Claude en Francoise Monniot.